# South Huish
South Huish is een civil parish in het bestuurlijke gebied South Hams, in het Engelse graafschap Devon. In 2001 telde het civil parish 560 inwoners. South Huish komt in het Domesday Book (1086) voor als 'Hewis' / 'Heuis'.